# アーセナルFC対マンチェスター・ユナイテッドFC
この項では、イングランド（イギリス）に本拠地を置く2つのサッカークラブ、アーセナルFCとマンチェスター・ユナイテッドFCの1992年から2013年までの対戦について記述する。
両クラブは長い歴史と伝統を持っており、お互いに強いライバル意識を持っている。

## 背景
1919年以来、両クラブはほとんどのシーズンを同じディヴィジョンで過ごしているが、ライバル意識が高まったのは1990年前後からである。アレックス・ファーガソン監督は1986年からマンチェスター・ユナイテッドを、アーセン・ベンゲル監督は1996年からアーセナルを率いており、ともにイングランドサッカー史上最長の在任期間を誇る監督の一人である。この対戦では試合中に騒動が発生することも多く、バトル・オブ・オールド・トラッフォードと呼ばれる1990年、2003年の試合や、バトル・オブ・ザ・ビュッフェと呼ばれる2004年の試合での出来事などがよく知られている。近年は両クラブの低迷により、その激しさはなくなっていたと思われていたが、22-23シーズンの両クラブの好調ぶりからライバル関係がまた復活したとの見方もある。

## 歴史

### 対立の起源
ミュンヘンの悲劇
1958年2月6日に起こったミュンヘンの悲劇では、センターバックのロジャー・バーン、右サイドハーフのエディ・コールマン、センターハーフのマーク・ジョーンズ、左サイドハーフのエドワーズ、フォワードのテイラー、リアム・ウェラン、デヴィッド・ペッグ、ジェフ・ベントの選手8人を含む23人が死亡した。同年2月1日にハイベリーで行なわれた両者の対戦は、マンチェスター・ユナイテッドにとってはミュンヘンの悲劇が起こる直前の試合となった。ユナイテッドはトミー・テイラー（2得点）、ダンカン・エドワーズ、ボビー・チャールトン、デニス・ヴァイオレットが得点し、5-4で勝利した。
1979年のFAカップ決勝
1979年5月12日、10万人もの観客を集めたFAカップ決勝で両者の対戦が実現した。試合はアーセナルがブライアン・タルボットとフランク・ステープルトンの得点によって、前半を終えて2-0でリード。試合終了5分前でもそのスコアに変化はなかったが、86分にユナイテッドのゴードン・マックィーンがアーセナルのゴールをこじ開けると、その2分後にはサミー・マクロイが同点ゴールを決めた。延長にもつれ込むかと思われたこの試合は、試合終了間際にアーセナルのアラン・サンダーランドが3-2となるゴールを挙げ、終盤のシーソーゲームを制したアーセナルが優勝を果たした。
1989-90シーズン
1986年、アレックス・ファーガソンがユナイテッドの監督に就任したが、1986-87シーズンからの3シーズンはタイトルに手が届かなかった。1989-90シーズン開幕戦の1989年8月19日、ユナイテッドはオールド・トラッフォードにリーグ王者のアーセナルを迎え、スティーヴ・ブルース、マーク・ヒューズ、ブライアン・マクレアー、新加入のニール・ウェブの得点で4-1の勝利を収めた。このシーズンは勝ち点79を獲得したリヴァプールが優勝し、アーセナルは勝ち点62の4位に終わった。しかしユナイテッドは無残なシーズンを送り、降格圏まで勝ち点5差に迫る13位に終わったが、FAカップでは優勝した。

### 1990年代
1990年10月20日にオールド・トラッフォードで行なわれた試合は悪名高く、一般に両者のライバル意識が芽生え始めた試合だとされている。ファーガソン監督は、「ライバル意識の形成はこの試合より数年前に遡るだろう。1987年1月の試合では、デヴィッド・ロカッスルがノーマン・ホワイトサイドに対して報復行為を行い、退場処分を受けた」と述べている。1990-91シーズンのアーセナルはわずか1敗しか喫せず、1991年5月6日にジョージ・グラハム監督の下で2度目のリーグ優勝を果たした。この優勝は、2位のリヴァプールが一足早く行なわれていたノッティンガム・フォレスト戦で敗れたため、ハイベリーでマンチェスター・ユナイテッド戦のキックオフを待っている際に決定したものである。アーセナルはユナイテッドを3-1で下してリーグ優勝に花を添えた。このシーズンはすでに2回の対戦が行なわれており、一つは1990年10月20日にオールド・トラッフォードで行なわれたリーグ戦であり、こちらもかなり荒れた試合となった。もう一つは11月28日に行なわれたリーグカップ4回戦であり、ハイベリーで行なわれた試合はユナイテッドが6-2で勝利して勝ち上がりを決めた。この試合では当時19歳のウインガー、リー・シャープがハットトリックを達成した。

### 2000年代
2003-04シーズンのプレミアリーグはアーセナルが無敗優勝を遂げ、「無敵（The Invincibles）」の称号を獲得した。オールド・トラッフォードでユナイテッドと0-0で引き分けた試合はバトル・オブ・オールド・トラッフォードと呼ばれて語り継がれている。この試合でアーセナルのキャプテンパトリック・ヴィエラは、80分に2枚目のイエローカードを提示されて退場処分を受け、後半ロスタイムには、アーセナルのディフェンダーであるマーティン・キーオンが、自陣ペナルティエリアでユナイテッドのディエゴ・フォルランを押し倒してPKの判定を受けた。ユナイテッドはルート・ファン・ニステルローイがボールをセットしたが、ファン・ニステルローイのPKはクロスバーに当たって跳ね返り失敗に終わった。アーセナルの選手は歓声を挙げ、特にキーオンはファン・ニステルローイに近寄ってシュートミスを喜んだ。両者は乱闘となり、試合終了の笛が吹かれた後には他の選手たちも騒動に加わった。結局、両クラブの計4選手にイエローカードが提示されている。両者の次の対戦はハイベリーで行なわれたが、1-1の引き分けに終わり、このシーズンの対戦は2引き分けとなった。
無敗優勝を果たしたこのシーズン、アーセナルは勝ち点90を獲得し、勝ち点75のユナイテッドは3位に終わった。これによりユナイテッドの存在感が覆い隠されたため、ヴィエラとロイ・キーンのように両クラブの選手間で口論や取っ組み合いの喧嘩すら起こり、両者の真なる憎悪の歴史が始まった。アーセナルはイングランド史上最長の無敗記録を49試合まで伸ばしたが、この記録を止めたのはユナイテッドである。アーセナルが敗れたこの試合は両者のライバル意識を増長させる大きなきっかけとなり、後にバトル・オブ・ザ・ビュッフェ（Battle of the Buffet）と呼ばれた。2004-05シーズンのFAカップ決勝は、スコアレスドローの末に決着がPK戦に持ち込まれたが、アーセナルがPK戦を5-4で制して優勝を決めた。

### 2010年代
2010年12月、ユナイテッドのファーガソン監督は、ユナイテッドサポーターに対して私的な嘆願を行なった。ユナイテッドサポーターはベンゲル監督に対して「病気」チャントを歌うことがあり、クラブがこのようなチャントに当惑していると伝えた。2010-11シーズンは両クラブが優勝争いに絡み、シーズン終盤の34節に行なわれたダービーでは、2008年11月以来となるアーセナルの勝利に終わった。ユナイテッドは残り3試合の時点で首位に立っていたが、勝ち点3差の2位にチェルシー、勝ち点6差の3位にアーセナルが迫っていた。しかし、結局ユナイテッドがリーグ優勝し、チェルシー（勝ち点9差の2位）とアーセナル（勝ち点12差の4位）は大きく離された。
2011年8月にオールド・トラッフォードで行なわれた試合は、ユナイテッドが8-2で勝利を収めた。アーセナルは1927年にウェストハム・ユナイテッドに0-7の敗北を喫しているが、この試合はリーグ戦ではこのウェストハム戦以来84年ぶりとなる大敗であった。アーセナルが8失点したのは1896年のセカンドディヴィジョン・ラフボロウFC（現存しない）戦（0-8）以来である。2012年8月、2011-12シーズンのリーグ得点王でアーセナルのキャプテンを務めていたロビン・ファン・ペルシは、アーセナルの契約延長を拒否し、アーセナルからマンチェスター・ユナイテッドに移籍した。これを非難したアーセナルサポーターは、ファン・ペルシに激しいブーイングとチャントを送った。

## 移籍

### アーセナルからマンチェスター・ユナイテッド
| 名前                     | ポジション | アーセナル 在籍 | ユナイテッド 在籍 |
| ------------------------ | ---------- | --------------- | ----------------- |
| デヴィッド・ハード       | FW         | 1954–1961       | 1961–1968         |
| イアン・ユア             | MF         | 1963–1969       | 1969–1971         |
| ジョージ・グラハム       | FW         | 1966–1972       | 1972–1974         |
| フランク・ステープルトン | FW         | 1971–1981       | 1981–1987         |
| ヴィヴ・アンダーソン     | DF         | 1984−1987       | 1987−1991         |
| マット・ウィックス       | DF         | 1994–1995       | 1995–1996         |
| ロビン・ファン・ペルシ   | FW         | 2004−2012       | 2012−2015         |
| アレクシス・サンチェス   | FW         | 2014–2018       | 2018–2019         |

### マンチェスター・ユナイテッドからアーセナル
| 名前                     | ポジション | ユナイテッド 在籍 | アーセナル 在籍 |
| ------------------------ | ---------- | ----------------- | --------------- |
| ジミー・リマー           | GK         | 1965−1974         | 1974−1977       |
| ブライアン・キッド       | FW         | 1967−1974         | 1974−1976       |
| ジム・レイトン           | GK         | 1988–1991         | 1991            |
| マット・ウィックス       | DF         | 1995–1996         | 1996–1998       |
| ミカエル・シルヴェストル | DF         | 1999−2008         | 2008−2010       |
| ダニー・ウェルベック     | FW         | 2010–2014         | 2014–2019       |
| ヘンリク・ムヒタリアン   | MF         | 2016–2018         | 2018–2019       |

## 試合一覧
| ユナイテッド勝利 | 引き分け | アーセナル勝利 |

### アーセナルのホームゲーム

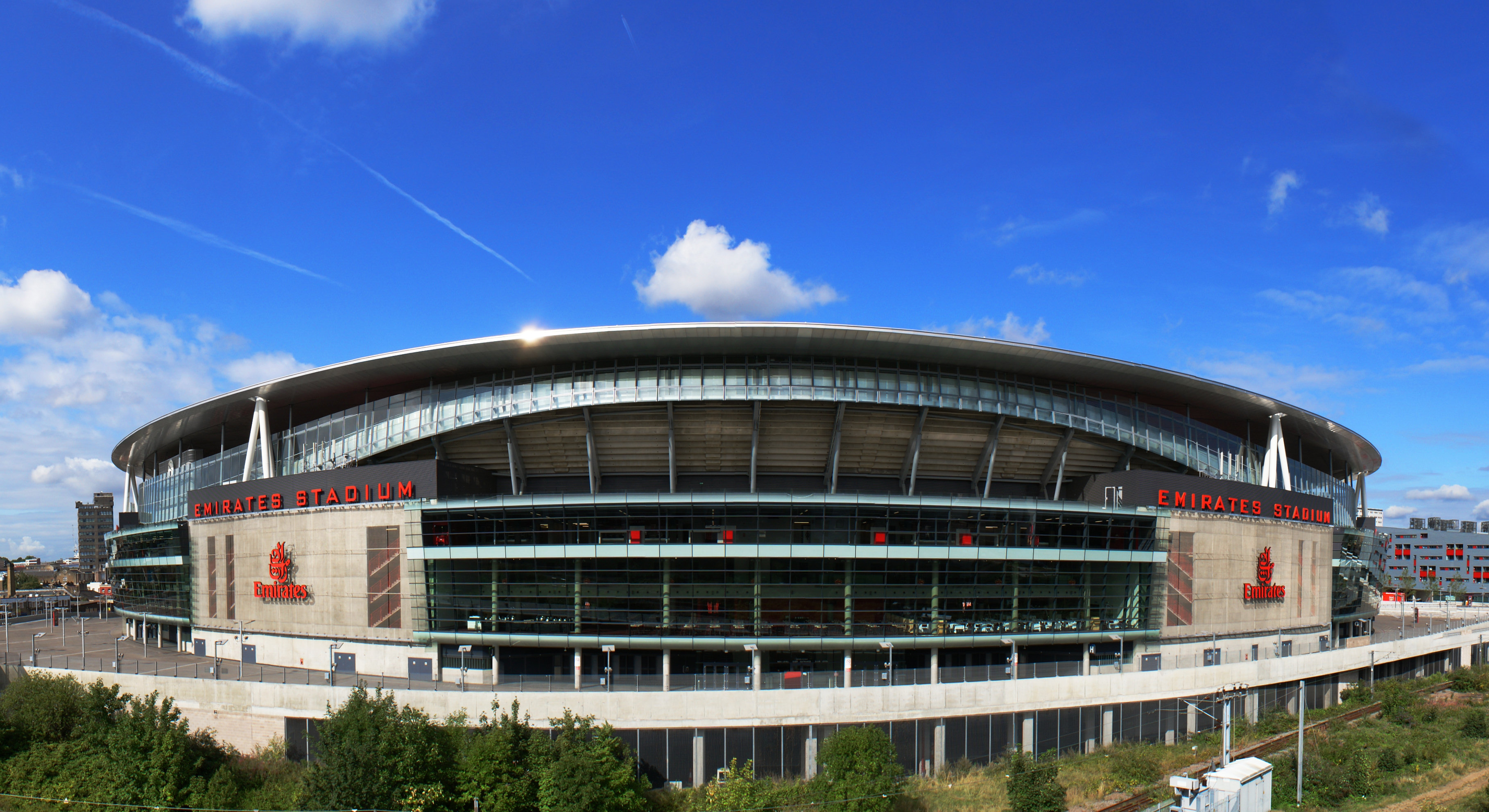
アーセナルのホームスタジアムであるエミレーツ・スタジアム

| 日付           | 場所                   | スコア | アーセナル 得点者                          | ユナイテッド 得点者                         | 観客数 |
| -------------- | ---------------------- | ------ | ------------------------------------------ | ------------------------------------------- | ------ |
| 1992年11月28日 | ハイベリー             | 0–1    |                                            | ヒューズ 27'                                | 29,739 |
| 1994年3月22日  | ハイベリー             | 2–2    | パリスター 36' (OG), マーソン 78'          | シャープ 10', 53'                           | 36,203 |
| 1994年11月26日 | ハイベリー             | 0–0    |                                            |                                             | 38,301 |
| 1995年11月4日  | ハイベリー             | 1–0    | ベルカンプ 14'                             |                                             | 38,317 |
| 1997年2月19日  | ハイベリー             | 1–2    | ベルカンプ 69'                             | コール 18', スールシャール 32'              | 38,172 |
| 1997年11月9日  | ハイベリー             | 3–2    | アネルカ 7', ヴィエラ 27', プラット 83'    | シェリンガム 33', 41'                       | 38,205 |
| 1998年9月20日  | ハイベリー             | 3–0    | アダムス 13', アネルカ 44', ユングベリ 84' |                                             | 38,142 |
| 1999年8月22日  | ハイベリー             | 1–2    | ユングベリ 41'                             | キーン 58', 88'                             | 38,147 |
| 2000年10月1日  | ハイベリー             | 1–0    | アンリ 30'                                 |                                             | 38,146 |
| 2001年11月25日 | ハイベリー             | 3–1    | ユングベリ 48', アンリ 80', 85'            | スコールズ 14'                              | 38,174 |
| 2003年4月16日  | ハイベリー             | 2–2    | アンリ 50', 61'                            | ファン・ニステルローイ 23', ギグス 62'      | 38,164 |
| 2004年3月28日  | ハイベリー             | 1–1    | アンリ 50'                                 | サハ 86'                                    | 38,184 |
| 2005年2月1日   | ハイベリー             | 2–4    | ヴィエラ 8', ベルカンプ 36'                | ギグス 18', ロナウド 54', 58', オシェイ 89' | 38,164 |
| 2006年1月3日   | ハイベリー             | 0–0    |                                            |                                             | 38,313 |
| 2007年1月21日  | エミレーツ・スタジアム | 2–1    | ファン・ペルシ 83', アンリ 90'             | ルーニー 53'                                | 60,128 |
| 2007年11月3日  | エミレーツ・スタジアム | 2–2    | セスク 48', ガラス 90'                     | ガラス 45' (OG), ロナウド 82'               | 60,161 |
| 2008年11月8日  | エミレーツ・スタジアム | 2–1    | ナスリ 22', 48'                            | ラファエル 90'                              | 60,106 |
| 2010年1月31日  | エミレーツ・スタジアム | 1–3    | フェルメーレン 80'                         | ナニ 33', ルーニー 37', 朴 52'              | 60,091 |
| 2011年5月1日   | エミレーツ・スタジアム | 1–0    | ラムジー 56'                               |                                             | 60,107 |
| 2012年1月22日  | エミレーツ・スタジアム | 1–2    | ファン・ペルシ 71'                         | バレンシア 45', ウェルベック 81'            | 60,093 |
| 2013年4月28日  | エミレーツ・スタジアム | 1–1    | ウォルコット 2'                            | ファン・ペルシ 44'                          | 60,112 |

### マンチェスター・ユナイテッドのホームゲーム

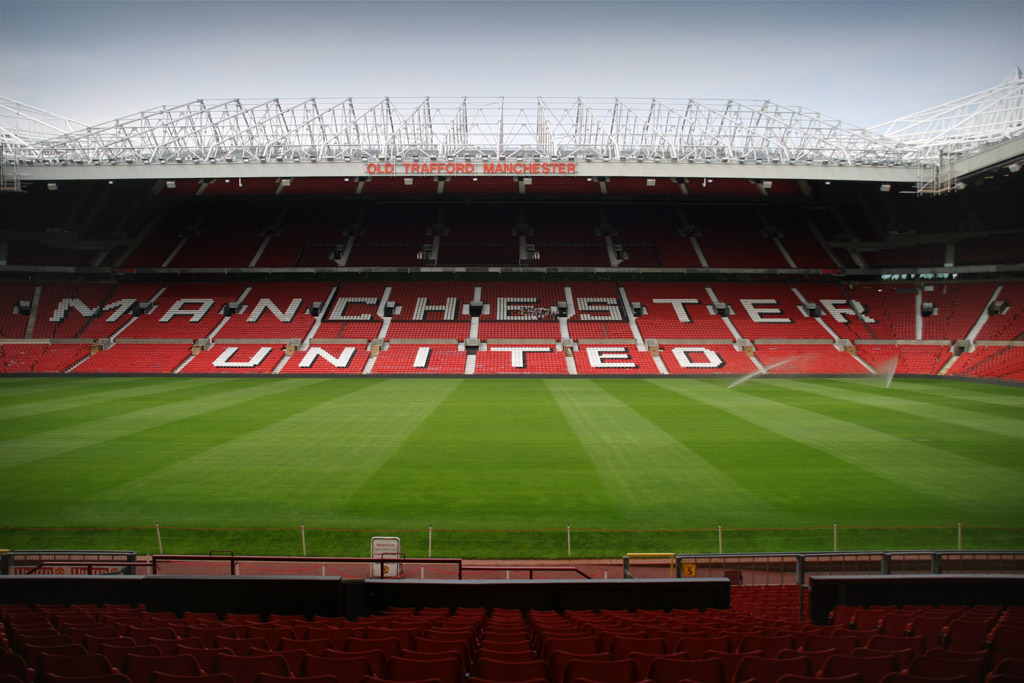
マンチェスター・ユナイテッドのホームスタジアムであるオールド・トラッフォード

| 日付           | 場所                     | スコア | ユナイテッド 得点者                                                              | アーセナル 得点者                    | 観客数 |
| -------------- | ------------------------ | ------ | -------------------------------------------------------------------------------- | ------------------------------------ | ------ |
| 1993年3月24日  | オールド・トラッフォード | 0–0    |                                                                                  |                                      | 37,301 |
| 1993年9月19日  | オールド・トラッフォード | 1–0    | カントナ 37'                                                                     |                                      | 44,009 |
| 1995年3月22日  | オールド・トラッフォード | 3–0    | ヒューズ 27', シャープ 32', カンチェルスキス 79'                                 |                                      | 43,623 |
| 1996年3月20日  | オールド・トラッフォード | 1–0    | カントナ 66'                                                                     |                                      | 50,028 |
| 1996年11月16日 | オールド・トラッフォード | 1–0    | ウィンターバーン 63' (OG)                                                        |                                      | 55,210 |
| 1998年3月14日  | オールド・トラッフォード | 0–1    |                                                                                  | オーフェルマルス 79'                 | 55,174 |
| 1999年2月17日  | オールド・トラッフォード | 1–1    | コール 60'                                                                       | アネルカ 47'                         | 55,171 |
| 2000年1月24日  | オールド・トラッフォード | 1–1    | シェリンガム 73'                                                                 | ユングベリ 11'                       | 58,293 |
| 2001年2月25日  | オールド・トラッフォード | 6–1    | ヨーク 3', 18', 22', キーン 26', スールシャール 38', シェリンガム 90'            | アンリ 16'                           | 67,535 |
| 2002年5月8日   | オールド・トラッフォード | 0–1    |                                                                                  | ヴィルトール 56'                     | 67,580 |
| 2002年12月7日  | オールド・トラッフォード | 2–0    | ベロン 22', スコールズ 73'                                                       |                                      | 67,650 |
| 2003年9月21日  | オールド・トラッフォード | 0–0    |                                                                                  |                                      | 67,639 |
| 2004年10月24日 | オールド・トラッフォード | 2–0    | ファン・ニステルローイ 73' (PK), ルーニー 90'                                    |                                      | 67,862 |
| 2006年4月9日   | オールド・トラッフォード | 2–0    | ルーニー 54', 朴 78'                                                             |                                      | 70,908 |
| 2006年9月17日  | オールド・トラッフォード | 0–1    |                                                                                  | アデバヨール 86'                     | 75,595 |
| 2008年4月13日  | オールド・トラッフォード | 2–1    | ロナウド 54' (PK), ハーグリーヴス 72'                                            | アデバヨール 48'                     | 75,985 |
| 2009年5月16日  | オールド・トラッフォード | 0–0    |                                                                                  |                                      | 75,468 |
| 2009年8月29日  | オールド・トラッフォード | 2–1    | ルーニー 59' (PK), ディアビ 64' (OG)                                             | アルシャビン 40'                     | 75,095 |
| 2010年12月13日 | オールド・トラッフォード | 1–0    | 朴 41'                                                                           |                                      | 75,227 |
| 2011年8月28日  | オールド・トラッフォード | 8–2    | ウェルベック 22', ヤング 28', 90', ルーニー 41', 64', 82' (PK), ナニ 67', 朴 70' | ウォルコット 45', ファン・ペルシ 74' | 75,448 |
| 2012年11月3日  | オールド・トラッフォード | 2–1    | ファン・ペルシ 3', エヴラ 67'                                                    | カソルラ 90+5'                       | 75,492 |
| 2013年11月10日 | オールド・トラッフォード | 1–0    | ファン・ペルシ 27'                                                               |                                      | 75,138 |

### 対戦での通算得点数
プレミアリーグ開始後に限る
| 順位 | 得点数 | 名前                       | クラブ                        |
| ---- | ------ | -------------------------- | ----------------------------- |
| 1位  | 8点    | ティエリ・アンリ           | アーセナル                    |
| 1位  | 8点    | ウェイン・ルーニー         | マンチェスター・U             |
| 3位  | 6点    | ロビン・ファン・ペルシ     | アーセナル, マンチェスター・U |
| 4位  | 4点    | フレドリック・ユングベリ   | アーセナル                    |
| 4位  | 4点    | 朴智星                     | マンチェスター・U             |
| 4位  | 4点    | クリスティアーノ・ロナウド | マンチェスター・U             |
| 4位  | 4点    | テディ・シェリンガム       | マンチェスター・U             |
| 8位  | 3点    | デニス・ベルカンプ         | アーセナル                    |
| 8位  | 3点    | ロイ・キーン               | マンチェスター・U             |
| 8位  | 3点    | リー・シャープ             | マンチェスター・U             |
| 8位  | 3点    | ドワイト・ヨーク           | マンチェスター・U             |

### その他の大会
| 日付          | 場所                     | 大会                     | ラウンド | スコア | アーセナル得点者                                    | マンチェスター・U得点者                       | 観客数 |
| ------------- | ------------------------ | ------------------------ | -------- | ------ | --------------------------------------------------- | --------------------------------------------- | ------ |
| 1998年8月9日  | ウェンブリー・スタジアム | FAチャリティ・シールド   | 決勝     | 3–0    | オーフェルマルス 34', ウレー 57', アネルカ 72'      |                                               | 67,342 |
| 1999年4月11日 | ヴィラ・パーク           | FAカップ                 | 準決勝   | 0–0    |                                                     |                                               | 39,217 |
| 1999年4月14日 | ヴィラ・パーク           | FAカップ                 | 準決勝   | 1–2    | ベルカンプ 69'                                      | ベッカム 17', ギグス 110'                     | 30,223 |
| 1999年8月1日  | ウェンブリー・スタジアム | FAチャリティ・シールド   | 決勝     | 2–1    | カヌ 67', パーラー 78'                              | ヨーク 36'                                    | 67,342 |
| 2001年11月5日 | ハイベリー               | フットボールリーグカップ | 3回戦    | 4–0    | ヴィルトール 15', 31', 45', カヌ 66'                |                                               | 30,693 |
| 2003年2月15日 | オールド・トラッフォード | FAカップ                 | 5回戦    | 2–0    | エドゥ 34', ヴィルトール 52'                        |                                               | 67,209 |
| 2003年8月10日 | ミレニアム・スタジアム   | FAコミュニティ・シールド | 決勝     | 1–1*   | アンリ 20'                                          | シルベストル 15'                              | 59,293 |
| 2004年4月3日  | ヴィラ・パーク           | FAカップ                 | 準決勝   | 0–1    |                                                     | スコールズ 32'                                | 39,939 |
| 2004年8月8日  | ミレニアム・スタジアム   | FAコミュニティ・シールド | 決勝     | 3–1    | ジウベウト 50', レジェス 58', シルベストル 79' (OG) | スミス 55'                                    | 63,317 |
| 2004年12月1日 | オールド・トラッフォード | フットボールリーグカップ | 準々決勝 | 0-1    |                                                     | ベリオン 1'                                   | 67,103 |
| 2005年5月21日 | ミレニアム・スタジアム   | FAカップ                 | 決勝     | *0–0   |                                                     |                                               | 71,876 |
| 2008年2月16日 | オールド・トラッフォード | FAカップ                 | 5回戦    | 0-4    |                                                     | ルーニー 16', フレッチャー 20', 74', ナニ 38' | 75,550 |
| 2009年4月29日 | オールド・トラッフォード | UEFAチャンピオンズリーグ | 準決勝   | 0–1    |                                                     | オシェイ 16'                                  | 74,733 |
| 2009年5月5日  | アーセナル・スタジアム   | UEFAチャンピオンズリーグ | 準決勝   | 1–3    | ファン・ペルシ 76' (PK)                             | 朴 8', ロナウド 11', 61'                      | 59,867 |
| 2011年3月12日 | オールド・トラッフォード | FAカップ                 | 準々決勝 | 0–2    |                                                     | ファビオ 28', ルーニー 49'                    | 74,693 |